# Almquist shell
Almquist shell (ash) — командная оболочка для UNIX и UNIX-подобных операционных систем. Представляет собой одну из самых маленьких оболочек, доступных для UNIX (за счёт малых требований к дисковому пространству по сравнению с другими sh‐совместимыми оболочками). Этот командный интерпретатор имеет 24 встроенные команды и 10 различных опций командной строки.
Обычно ash используется при загрузке Linux в однопользовательском режиме, в защищённом режиме или при загрузке дискетных версий Linux. Также с её помощью можно проверять скрипты на sh‐совместимость. В NetBSD в качестве /bin/sh работает именно ash.